# Bézenac
Bézenac (en occitano Besenac) era una comuna francesa situada en el departamento de Dordoña, de la región de Nueva Aquitania, que el uno de enero de 2017 pasó a ser una comuna delegada de la comuna nueva de Castels-et-Bezénac al fusionarse con la comuna de Castels.

## Demografía
| Gráfica de evolución demográfica de Bézenac entre 1800 y 2014 |
|                                                               |

Los datos demográficos contemplados en este gráfico de la comuna de Bézenac se han cogido de 1800 a 1999 de la página francesa EHESS/Cassini, y los demás datos de la página del INSEE.